# Витковцы (Тернопольская область)
Витковцы (укр. Витківці) — село в Збаражской городской общине Тернопольского района Тернопольской области Украины.
Код КОАТУУ — 6122483302. Население по переписи 2001 года составляло 241 человек.
До 2020 года входило в Збаражский район.

## Географическое положение
Село Витковцы находится на правом берегу реки Гнезна,
выше по течению на расстоянии в 0,5 км расположено село Олишковцы,
ниже по течению на расстоянии в 3 км расположено село Колодное.

## История
- 1654 год — дата основания.

## Объекты социальной сферы
- Клуб.